# Ligne de Pápa à Csorna
La ligne de Pápa à Csorna ou ligne 14 est une ligne de chemin de fer de Hongrie. Elle relie Pápa par la gare de Pápa à Csorna par la gare de Csorna. Elle dessert l'Ouest du pays.

## Historique
La ligne est mise en service en 1896.
Le service voyageurs est suspendu le 3 mars 2007 et rouvert le 4 juillet 2010.